# Benvenuti nella musica
Benvenuti nella musica è un Q Disc di Franco Fanigliulo.

## Tracce

### Lato A
- Benvenuti nella Musica - 5'13"
- Basta con questo show - 3'31"

### Lato B
- Grande - 4'36"
- Dormi bimbo dormi - 3'54"

## Formazione
- Franco Fanigliulo – voce
- Carlo Pennisi – chitarra solista
- Maurizio Preti – percussioni
- Aldo Banfi – sintetizzatore
- Giorgio Cocilovo – chitarra, banjo
- Alberto Mompellio – tastiera
- Chris Whitten – batteria
- Paolo Donnarumma – basso
- Giancarlo Porro – sax
- Paolo Tomelleri – clarinetto
- Gabriele Balducci, Mario Balducci, Lella Esposito, Naimy Hackett, Silvio Pozzoli – cori